# Maurice van der Bruggen
Maurice Louis van der Bruggen (Gent, 6 januari 1852 – 30 september 1919) was een Belgisch provincieraadslid, volksvertegenwoordiger, senator, minister en burgemeester van Wingene.

## Afkomst
Van der Bruggen was de jongste van de zeven kinderen van de Gentenaars Frédéric van der Bruggen (1804-1872), provincieraadslid van Oost-Vlaanderen en van Georgina de Naeyer (1815-1873). Zijn moeder Georgina was de dochter van bankier Eugène Joseph de Naeyer (1786 - Parijs, 1842) en Jeanne Van Caneghem (Gent, 1789 - 1861), die een enige dochter was van de textielindustrieel Jacob Lieven van Caneghem (1764-1847) en van wie zij meer dan 2000 ha eigendom erfde. Van Caneghem had in 1816 het domein Wildenburg te Wingene gekocht, dat door zijn kleindochter Georgina geërfd werd. Maurice van der Bruggen trouwde in 1877 met burggravin Clotilde de Nieulant et Pottelsberghe (1855-1924). Het huwelijk bleef kinderloos. Een zus van zijn vader Frederic-Charles, Albine van der Bruggen, was gehuwd met de schrijver-historicus baron Jules de Saint-Genois des Mottes (1813-1867).

## Levensloop en loopbaan
Maurice bracht in zijn jonge jaren regelmatig zijn vakanties door op het kasteel 't Blauwhuis in Wingene, waar de landbouw en de dieren in de bossen zijn aandacht trokken. Hij volgde onderwijs aan het Sint-Barbaracollege in Gent en aan de Facultés Notre Dame de la Paix in Namen. Hij vervolgde de studies rechten aan de Katholieke Universiteit Leuven, waar hij als doctor afstudeerde in 1872.
Zijn oudere broer Charles van der Bruggen (1845-1875), gehuwd met zijn nicht barones Anna de Saint-Genois des Mottes (1845-1926), werd burgemeester van Wingene en provincieraadslid, maar werd in april 1875 door wildstropers vermoord. Van hem zijn er talrijke afstammelingen tot op heden.
Maurice, die zich als advocaat had gevestigd in Gent, kwam na de dood van zijn broer Charles in Wingene-Wildenburg wonen om er de familiegoederen (onder meer 750 ha geërfd van zijn moeder) te beheren. Zijn schoonzus, weduwe van zijn broer, bleef het 17de-eeuwse kasteel 't Blauwhuis bewonen (gebouwd door de familie Wyts de la Boucharderie) en Maurice bouwde voor zichzelf het landhuis 'De Varens' (1880). Hij had ook nog een tweede kasteel 'Ten Broucke' in Wielsbeke, waar hij tijdens zijn jeugd regelmatig verbleef. Hij was de vijfde generatie van der Bruggen op de Wielsbeekse eigendom die door het huwelijk van Ildephonse van der Bruggen met Thérèse de Crombrugghe in de familie was gekomen. Ghyselbrecht-Frans de Crombrugghe, in 1644 gehuwd met Marie Anne del Rio, was heer van Ten Broucke. In 1935 werd het kasteel verhuurd aan de KSA die het tot 1965 in gebruik had onder de naam 'Hernieuwenburg'. Nadien vond de gemeentelijke administratie van Wielsbeke er onderdak.
Maurice van der Bruggen werd gemeenteraadslid van Wingene (1878-1881) en provincieraadslid voor West-Vlaanderen in het kanton Ruiselede (1880-1888). In 1885 werd hij, buiten de raad, tot burgemeester van Wingene benoemd en bleef dit tot in 1895. Hij werd toen opgevolgd door Ferdinand van der Bruggen (1869-1925), oudste zoon van zijn overleden broer.
Op 12 juni 1888 werd hij tot volksvertegenwoordiger voor de Katholieke Partij verkozen in het arrondissement Tielt en vanaf 1900 in het arrondissement Roeselare-Tielt. Hij bleef deze functie uitoefenen tot aan zijn ontslag in 1911. In 1912 stelde hij zich kandidaat voor een senaatszetel en werd verkozen in hetzelfde arrondissement Roeselare-Tielt. Hij bleef senator tot aan zijn overlijden in 1919.
Op 5 augustus 1899 werd hij minister van landbouw, volksgezondheid en schone kunsten in het kabinet de Smet de Naeyer. In deze regering, die werd voorgezeten door zijn partijgenoot, stadsgenoot, bijna leeftijdgenoot en verwant Paul de Smet de Naeyer, bleef hij zetelen zolang ze bestond, namelijk tot 1907.

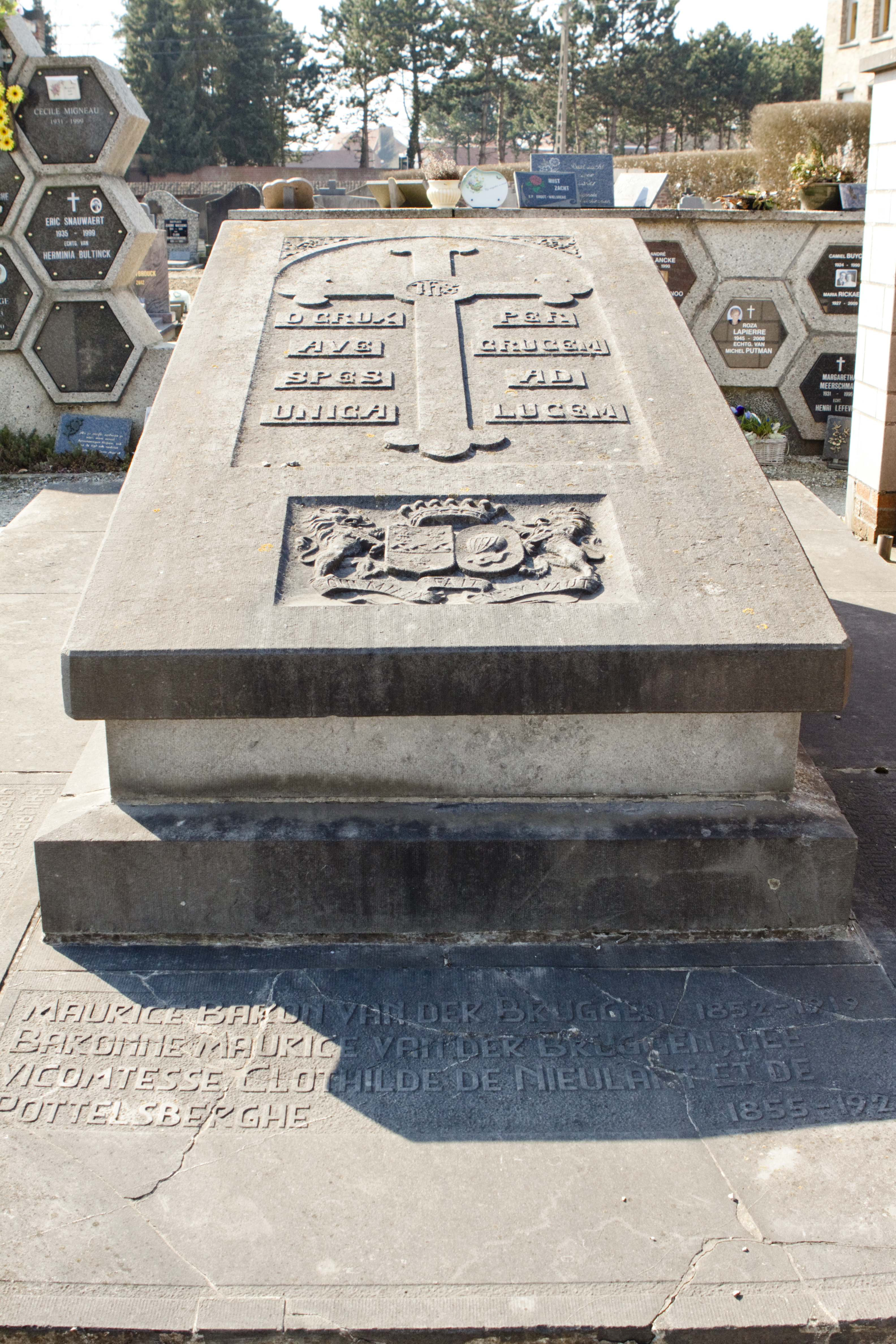
Graftombe van het echtpaar Maurice Van der Bruggen

Zijn graftombe bevindt zich op de begraafplaats van Wielsbeke.

## Adellijke familie van der Bruggen
Jerôme van der Bruggen (overleden Venetië, 1619) was gezant voor Spanje in Venetië. Zijn zoon Conrad van der Bruggen (1610 - Madrid, 1662) werd in juni 1657 raadsheer in de Geheime Raad in Brussel, een ambt dat verhief tot erfelijke adeldom. In 1663 verkreeg zijn zoon Conrad van der Bruggen (Amsterdam, 1640 - Brussel, 1707), eerste van dit Antwerps-Brabants geslacht om zich in Vlaanderen te vestigen, raadsheer in de provinciale justitieraad in Gent, de persoonlijke titel van ridder. Laatstgenoemd Conrad was gehuwd met Jeanne Marie de Facuwez, kleindochter van Jacques de Facuwez en Françoise de Damhouder, dochter van de Brugse rechtsgeleerde en ambtenaar Joos de Damhouder (1507-1581).
De revolutietijd was de familie niet gunstig gezind en de nakomelingen verloren hun adellijke status en predicaten, hoewel ze tot de vooraanstaanden in Gent bleven behoren. Het ging meer bepaald om de achterkleinzonen van Conrad, namelijk François-Joseph van der Bruggen (1765-1848), getrouwd met burggravin de Jonghe d'Ardoye en Charles-Jean van der Bruggen (Gent, 1774 - Wielsbeke, 1843), getrouwd met Marie-Joséphine van Pottelsberghe de la Potterie (Gent, 1775 - Wielsbeke, 1822). Pas in 1860 volgde een adelserkenning ten voordele van de hierboven genoemde Frederic-Charles van der Bruggen, zoon van Charles-Jean. In 1871 werd hem de titel van baron verleend, overdraagbaar op al zijn afstammelingen. Hun wapenspreuk luidt "Qui mieux fait, mieux vaut" (Wie beter doet, is meer waard).